# Házi cickány

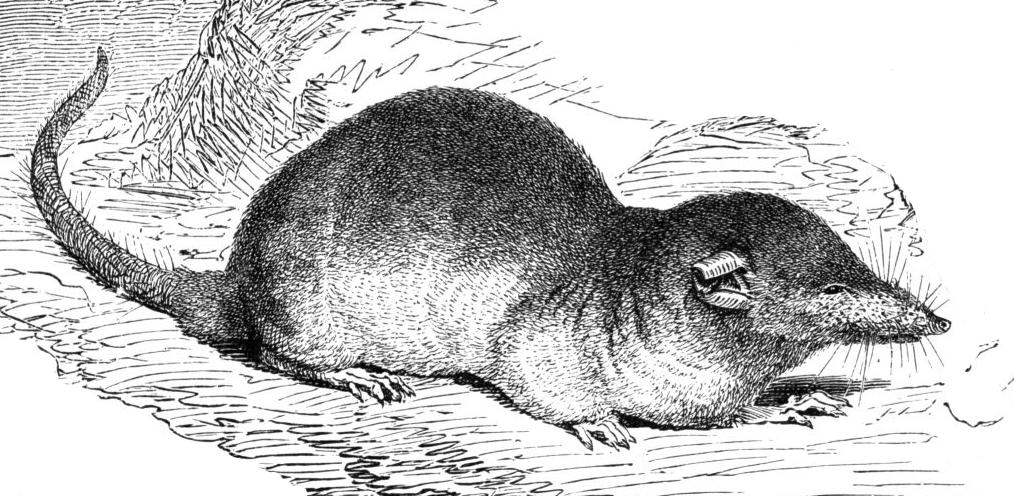
Egy régi rajz a házi cickányról

A házi cickány (Crocidura russula) az emlősök (Mammalia) osztályának Eulipotyphla rendjébe, ezen belül a cickányfélék (Soricidae) családjába és a fehérfogú cickányok (Crocidurinae) alcsaládjába tartozó faj.

## Előfordulása
A házi cickány Nyugat-Európa északi és nyugati részeinek, az Ibériai-félszigetnek, valamint Észak-Afrikának lakója. A Kárpát-medencében nem él.
Szántóföldeken, erdőszéleken, kertekben, városszéli területeken egyaránt előfordul.

## Alfajai
- Crocidura russula cintrae Miller, 1907
- Crocidura russula osorio Molina & Hutterer, 1989
- Crocidura russula peta Montagu & Pickford, 1923
- Crocidura russula pulchra Cabrera, 1907
- Crocidura russula russula Hermann, 1780
- Crocidura russula yebalensis Cabrera, 1913

## Megjelenése
Bundája hátán szürkésbarna, hasán szürkésfehér. Sötétebb felső része és világos alsó része között nincs éles az átmenet. Farkán felül barna, alul szürke, hosszú, szálkás szőrszálak vannak. Feje megnyúlt, pofája hegyes, bajuszszőrei hosszúak, orra állandó mozgásban van. Szemei kicsik, fülei csak kicsit emelkednek ki a bundájából. 28 fehér foga van.
A házi cickány testhossza 6,1-8,6 centiméter, farokhossza 3,0-4,3 centiméter, testmagassága 1,1-1,4 centiméter. Testtömege 6-12 gramm.

## Életmódja
A házi cickány gerinctelenekkel és kisebb gerincesekkel táplálkozik. Táplálékát elsősorban földigiliszták és különféle rovarok alkotják. Növényi részeket szinte egyáltalán nem fogyaszt. A cickányok anyagcseréje testméretükkel fordítottan arányos. Minél kisebb egy állat, a testfelülete a tömegéhez képest annál nagyobb: emiatt a hővesztesége is nagyobb, ezért állandó kalóriafelvételre van szüksége. A cickányok éjszaka és nappal is aktív állatok, hiszen naponta testsúlyuk kétszeresének megfelelő táplálékot kell felvenniük. Ha nem találnak elég táplálékot, sajátságos merev állapotba jutnak. Ez a merev állapot mesterségesen is előidézhető a takarmány megvonásával. Ragadozói a különféle baglyok, róka, menyétfélék, sikló, vipera és a macska.

## Szaporodása
A házi cickány évente 2-4 alkalommal szaporodik, szaporodási időszaka áprilistól szeptemberig tart. Vemhességi ideje 27-30 nap, utódainak száma ellésenként 3-11. A kölykök nagyon aprók, lárvaszerűek, teljesen csupaszok, szemük és hallójáratuk zárt. Testtömegük 0,8-0,9 gramm. A kölykök 17-22 napig szopnak. Ivarérettségüket 4-6 hónapos korban érik el. Élettartamuk 3 év.

## Rokon fajok
- Mezei cickány (Crocidura leucodon)
- Keleti cickány (Crocidura suaveolens)